# سوزان غيبني
سوزان غيبني (بالإنجليزية: Susan Gibney)‏ هي ممثلة أمريكية، ولدت في 11 سبتمبر 1961 في مانهاتان بيتش في الولايات المتحدة.

## أعمال

### مسلسلات
- جاغ
- موردر
- الجيل التالي
- عقول إجرامية

## وصلات خارجية
- سوزان غيبني على موقع IMDb (الإنجليزية)
- سوزان غيبني على موقع ميتاكريتيك (الإنجليزية)
- سوزان غيبني على موقع روتن توميتوز (الإنجليزية)
- سوزان غيبني على موقع ألو سيني (الفرنسية)
- سوزان غيبني على موقع أول موفي (الإنجليزية)
- سوزان غيبني على موقع قاعدة بيانات الأفلام السويدية (السويدية)
- سوزان غيبني على موقع قاعدة بيانات الفيلم (الإنجليزية)
- سوزان غيبني على موقع كينوبويسك (الروسية)